# أول هولم
أول هولم (بالنرويجية البوكمول: Ole Holm)‏ هو لاعب رماية نرويجي، ولد في 28 ديسمبر 1870 في ستانغ في النرويج، وتوفي في 29 يناير 1956 في Rena, Norway ‏ في النرويج.

## وصلات خارجية
- أول هولم على موقع أوليمبيديا (الإنجليزية)